# NGC 7729
NGC 7729 (другие обозначения — PGC 72083, UGC 12730, MCG 5-55-46, ZWG 497.47) — спиральная галактика с перемычкой (SBa) в созвездии Пегас.
Этот объект входит в число перечисленных в оригинальной редакции «Нового общего каталога».